# Rod McKuen
Rod McKuen, all'anagrafe Rodney Marvin McKuen, noto anche con lo pseudonimo di Dor (Oakland, 29 aprile 1933 – Beverly Hills, 29 gennaio 2015), è stato un poeta, cantautore, compositore e attore statunitense.
È uno dei poeti più venduti negli Stati Uniti durante gli anni sessanta. Lungo la sua carriera McKuen ha prodotto un ampio numero di dischi che comprendono poesie, monologhi, colonne sonore cinematografiche e musica classica. Ha ottenuto due nomination all'Oscar e una nomination al Premio Pulitzer per le sue composizioni musicali. Le sue traduzioni delle canzoni di Jacques Brel in inglese hanno contribuito alla diffusione del musicista belga nei paesi anglofoni. La poesia di McKuen comprende temi come l'amore, il mondo della natura e la spiritualità, e i suoi oltre trenta libri di poesie hanno venduto milioni di copie.

## Biografia
Nato il 29 aprile 1933 ad Oakland, in California, McKuen fu cresciuto dalla madre e dal patrigno, un violento alcolizzato. Data la difficile situazione familiare scappò di casa all'età di undici anni, spostandosi lungo la costa occidentale e mantenendosi grazie a svariati impieghi: lavorò in un ranch, fu un controllore, un operaio presso le ferrovie, un taglialegna, un cowboy da rodeo, uno stuntman e un disc jockey radiofonico. Non si scordo' mai della madre, a cui invio' sempre del danaro.
Affinché gli fosse possibile compensare la mancanza di un'educazione scolastica, McKuen cominciò ad occuparsi di una rivista, la quale risultò essere il primo esempio della sua poesia e della sua attività di paroliere; in seguito, nel corso degli anni Cinquanta lavorò come colonnista di un giornale e come autore di testi propagandistici durante la Guerra di Corea. Si stabilì a San Francisco, dove cominciò a leggere le proprie poesie in vari locali, accanto a poeti appartenenti alla Beat Generation come Jack Kerouac ed Allen Ginsberg; iniziò inoltre ad esibirsi come cantante folk presso il celebre Purple Onion. Con il tempo, cominciò ad incorporare i brani da lui composti all'interno dei propri spettacoli, e riuscì a siglare un contratto con la Decca Records, così producendo, alla fine degli anni Cinquanta, diversi album pop. McKuen, come attore, apparve anche in varie pellicole, quali "Rock, Pretty Baby" (1956), "Summer Love" (1958) e il western "Wild Heritage" (1958); cantò, inoltre, con la Lionel Hampton's Band. Nel 1959, McKuen si trasferì a New York per comporre e per potersi occupare della gestione musicale inerente al "The CBS Workshop".
Durante i primi anni Sessanta McKuen si spostò in Francia, dove conobbe il cantante e compositore belga Jacques Brel: McKuen cominciò ad occuparsi della traduzione in lingua inglese dei lavori del belga, e così giunse ad "If You Go Away", una canzone pop adatta agli standard internazionali e tratta dal brano "Ne Me Quitte Pas" composto da Brel stesso.
Durante gli anni Settanta il cantante Terry Jacks rese "Seasons In The Sun", brano che McKuen derivò da una canzone di Brel intitolata "Le Moribond", una hit della musica pop dal notevole successo commerciale. McKuen tradusse varie canzoni composte da artisti francesi, tra i quali possono essere annoverati Gilbert Bécaud, Pierre Delanoé, Michel Sardou ed altri.
Nel 1978, dopo aver ricevuto la notizia della morte di Brel, McKuen, secondo alcune fonti, rilasciò la seguente dichiarazione: "Come amici e come collaboratori, abbiamo viaggiato, ci siamo esibiti e abbiamo scritto - o insieme o singolarmente - gli eventi delle nostre vite come fossero canzoni, e io credo che lo fossero realmente. Quando ho saputo della morte di Jacques, mi sono rinchiuso nella mia stanza e ho bevuto per una settimana. Lui non avrebbe approvato questa tipologia di auto-commiserazione, ma tutto ciò che potevo fare era continuare ad ascoltare i nostri brani, i nostri 'bambini', e riflettere circa la nostra incompleta vita insieme".

### Poesia
Durante l'ultima parte degli anni Sessanta, McKuen cominciò a pubblicare opere poetiche, guadagnando un sostanzioso seguito tra i giovani grazie a raccolte come "Stanyan Streets & Other Streets" (1966), "Listen To The Worms" (1967), e "Lonsome Cities" (1967), il cui album di letture ottenne un Grammy, nel 1968, in qualità di "Miglior album parlato" (in inglese: "Best spoken word recording").
Le poesie di McKuen sono state tradotte in undici lingue, e i suoi libri hanno venduto oltre un milione di copie nel solo 1968. McKuen dichiarò che le sue poesie più romantiche si ispirano alle due raccolte poetiche dell'autore americano Walter Benton. Secondo l'Associated Press, globalmente sono state vendute più di sessanta milioni di copie dei libri di McKuen.

### Musica
McKuen ha scritto più di millecinquecento canzoni, le quali, secondo l'Associated Press, risultano correlate alla vendita di oltre cento milioni di dischi in tutto il mondo; i brani di McKuen, inoltre, sono stati eseguiti da una varietà particolarmente ampia di artisti: è possibile menzionare Robert Goulet, Glenn Yarbrough, Barbra Streisand, Perry Como, Petula Clark, Waylon Jennings, The Boston Pops, Chet Baker, Johnny Cash, Pete Fountain, Andy Williams, il The Kingston Trio, Percy Faith, The London Philharmonic, Dusty Springfield, Johnny Mathis, Al Hirt, Greta Keller, e Frank Sinatra.
Nel 1959 in duo con Bob McFadden, McKuen, con lo pseudonimo Dor, pubblicò la novelty song The Mummy, per la discografica Brunswick: la canzone raggiunse la trentanovesima posizione all'interno della classifica stilata da Billboard. Nel 1961 produsse una hit intitolata Oliver Twist, brano scritto insieme a Gladys Shelley, pubblicato dalla casa Spiral e giunto alla settantaseiesima posizione della classifica redatta da Billboard precedentemente menzionata: in questa ed altre canzoni del periodo, la voce di McKuen risulta roca e gutturale a causa degli sforzi cui l'autore sottopose le proprie corde vocali durante il 1961, anno nel quale partecipò alla realizzazione di un elevato numero d'apparizioni promozionali.
McKuen collaborò con molti compositori, come Henry Mancini, John Williams, e Anita Kerr: le sinfonie, i concerti e le altre opere orchestrali create da McKuen sono state eseguite in tutto il mondo da svariate orchestre. La sua attività di compositore all'interno dell'industria cinematografica gli permise di conseguire due candidature agli Oscar, rispettivamente per "The Prime of Miss Jean Brodie" (1969), e per "A Boy Named Charlie Brown" (1969); inoltre, tra gli altri successi inerenti all'ambito cinematografico che McKuen riuscì a raggiungere, debbono essere annoverate le pellicole seguenti: "Joanna" (1968), "Me, Natalie" (1969), "Scandalous John" (1971), "The Borrowers" (1973) ed "Emily" (1976).
Nel 1967 McKuen cominciò a lavorare assieme all'arrangiatrice Anita Kerr e ai San Sebastian Strings con l'intento di produrre una serie di dischi vocal pop, la quale sarà composta dagli album "The Sea" (1967), "The Earth" (1967), "The Sky" (1968), "Home To The Sea" (1969), "For Lovers" (1969), e "The Soft Sea" (1970). Nel 1969 Frank Sinatra commissionò a McKuen la stesura di un intero album costituito da poesie scritte da McKuen stesso: arrangiato da Don Costa, fu pubblicato con il titolo "A Man Alone: The Words and Music of Rod McKuen". All'interno del disco è presente il brano "Love's Been Good to Me", che divenne una delle più celebri canzoni di McKuen.
McKuen si esibì come solista durante uno speciale della durata di mezz'ora trasmesso dall'emittente NBC il 10 maggio 1969: l'apparizione, presentata quale "il primo speciale televisivo" di McKuen, prodotta da Lee Mendelson (produttore degli speciali inerenti alla serie "Peanuts") e diretta da Marty Pasetta, incluse le canzoni "The Loner", "The World I Used to Know", "The Complete Madame Butterfly", "I've Been to Town", "Kaleidoscope", "Stanyan Street", "Lonesome Cities", "Listen to the Warm", "Trashy", e "Merci Beaucoup"; inoltre, la scenografia che fu correlata all'esibizione, finalizzata ad evocare "una steccaia sul lungomare", venne ideata da James Trittipo, mentre l'orchestra fu diretta da Arthur Greenslade. Nel 1971 McKuen condusse una serie televisiva intitolata "The Rod McKuen Show", trasmessa in Inghilterra dalla BBC.
Nel 1969 la composizione "Jean", creata da McKuen e cantata da Oliver, raggiunse la prima posizione della classifica Adult Contemporary stilata da Billboard, e vi rimase per quattro settimane. Nel 1971, grazie a Perry Como, la canzone "I Think Of You" divenne una hit dal successo ragguardevole (una "major hit"), e durante lo stesso anno McKuen acquisì notevole popolarità in Olanda, dove "Soldiers Who Want to Be Heroes" e "Without a Worry in the World" si trasformarono in hit molto conosciute, tant'è che entrambe pervennero alla prima posizione delle classifiche tedesche; l'album "Greatest Hits Vol. 3", inoltre, ottenne altrettanta affermazione. Tali album permisero a McKuen di ricevere tre dischi d'oro e di esser nominato lo show-man più popolare d'Olanda.
Durante gli anni Settanta, McKuen cominciò a comporre più diffusamente brani orchestrali, concerti, suite, sinfonie e brani da camera: "The City: A suite For Narrator And Orchestra" fu candidata al premio Pulitzer per la musica. McKuen, durante il corso del decennio, continuò anche a pubblicare con costanza raccolte poetiche. Nel 1977 pubblicò "Finding My Father", cronaca relativa alla ricerca che condusse con l'intento di individuare il suo padre biologico: il libro e la pubblicazione relativa allo stesso contribuirono a semplificare e a velocizzare l'accesso ad informazioni inerenti a tale ambito consentito ai bambini adottati. Continuò anche a registrare: rilasciò album come "New Ballads" (1970), "Pastorale" (1971), e un disco che palesò una svolta verso il country rock intitolato "McKuen Country", risalente al 1976.
McKuen non smise di tenere concerti in tutto il mondo, ed apparì regolarmente, durante gli anni Settanta, presso la Carnegie Hall situata a New York; è comparso, seppur sporadicamente, persino durante i primi anni Duemila.

### Ultimi anni
Nel 1973, quarantenne, McKuen cambiò radicalmente la propria immagine: smise d'ossigenare i propri capelli e cessò di curare la propria barba, lasciando che crescesse.
L'autore decise di non esibirsi più nel 1981: l'anno seguente gli fu diagnosticata una forma di disturbo depressivo contro la quale combatté per il resto del decennio; ad ogni modo, continuò a scrivere poesie, e rivestì il ruolo di doppiatore nel film "La sirenetta" e nella serie televisiva "The critic".
Nel 2001 è stata pubblicata la raccolta "A Safe Place To Land", composta da centosessanta pagine contenenti nuove poesie; per dieci anni, inoltre, McKuen ha tenuto uno speciale concerto in occasione del proprio compleanno o presso la Carnegie Hall o presso il Lincoln Center. Rilasciò il doppio CD "The Platinum Collection", ed iniziò ad occuparsi del remastering correlato ai brani che aveva prodotto con le case discografiche RCA e Warner Bros. Records: sarebbero state prodotte delle serie di CD che avrebbero raggruppato tali canzoni. McKuen non si occupò esclusivamente del proprio percorso artistico: fu anche il presidente esecutivo dell'American Guild of Variety Artist, ruolo che detenne più di qualsiasi altro uomo o donna che abbia ricoperto tale posizione.
L'autore visse nella California meridionale con il fratello Edward, che definiva il suo "compagno", e con quattro gatti presso una spaziosa casa spagnola - mal costruita -, che ha ospitato una delle più ampie collezioni di dischi al mondo.
Il 29 gennaio 2015 Rod McKuen è deceduto presso un ospedale situato a Beverly Hills, in California, a causa d'un arresto respiratorio dovuto ad una polmonite.

## Filmografia

### Attore

#### Cinema
- Gli indiavolati (Rock, Pretty Baby!), regia di Richard Bartlett (1956)
- Golden Ladder, regia di George Robinson - cortometraggio (1957)
- Summer Love, regia di Charles F. Haas (1957)
- Eredità selvaggia (Wild Heritage), regia di Charles F. Haas (1958)
- The Boneyard Collection, regia di Edward L. Plumb (2008) - (episodio "Her Morbid Desires")

#### Televisione
- West Point – serie TV, episodio 1x18 (1957)
- Le grandi fiabe (Shirley Temple's Storybook) – serie TV, episodio 1x16 (1958)
- General Electric Theater – serie TV, episodio 7x17 (1959)
- The George Burns Show – serie TV, episodio 1x25 (1959)

### Doppiatore
- In La sirenetta (The Little Mermaid), regia di Ron Clements e John Musker (1989) - non accreditato
- Archimedes in La sirenetta - Le nuove avventure marine di Ariel (The Little Mermaid) - serie TV, episodio 2x08 (1993)
- In The Critic - serie TV, episodio 1x10 (1994)